# Affaire Pascale Lecam
L'affaire Pascale Lecam est une affaire criminelle française non élucidée dans laquelle, Pascale Lecam, vingt et un ans, étudiante en gestion a été trouvée, nue, torturée avec un tournevis, étranglée et le crâne fracassé à coups de pierre, le 7 août 1983, dans un champ à Bruyères-le-Châtel.
Pascale Lecam est considérée comme la quatrième victime des « Meurtres de la RN20 »,.

## Les faits et l'enquête
Les enquêteurs feront le rapprochement avec trois autres affaires présentant des similitudes :
- l'affaire Michèle Couturat ;
- l'affaire Sylvie Le Helloco ;
- et l'affaire Christine Devauchelle.

Les enquêteurs envisagent l'existence d'un tueur en série sévissant aux abords de la RN 20 entre Étampes et Arpajon, en France, surnommé : « l'étrangleur d'Étampes », « le tueur de blondes » ou « le sadique de la RN 20 ».

## Prélèvements d'ADN
Comme le veut la procédure, tous les scellés avaient été détruits après chaque instruction, à l'exception de trois mouchoirs jetables, souillés par des traces de sperme, retrouvés près du corps de la victime. En 2008, des prélévements d'ADN sur ces mouchoirs, permettent de relancer l'enquête.
Cette empreinte génétique, grâce au Fichier national automatisé des empreintes génétiques (FNAEG), mène à un certain Philippe L., né en 1963, âgé de 46 ans au moment de son arrestation), sans profession, gravitant dans les milieux nomades des ferrailleurs, petit délinquant condamné pour divers faits de violences, et qui a fréquenté le pub du quartier latin, à Paris, où Pascale, a été vue vivante pour la dernière fois le samedi 6 août 1983.
D'après Jean-François Pascal, le procureur de la République d'Évry, si des éléments permettent de suspecter l'individu, le fait que son ADN ait été retrouvé ne constitue « pas une preuve » de son implication. Les faits étant couverts par la prescription, le suspect a donc été relâché.
En octobre 2024, le journal Marianne révèle que Philippe L. a été condamné pour viol en mars 2024 dans une autre affaire.

### Documentaire télévisé
- « Le mystère des meurtres de la RN20 » le 7 décembre 2012 dans Les faits Karl Zéro sur 13e rue.

### Émission radiophonique
- « L'affaire des meurtres en série sur la RN 20 » le 20 septembre 2010 dans L'Heure du crime de Jacques Pradel, sur RTL.